# (21420) 1998 FL74
(21420) 1998 FL74 est un astéroïde de la ceinture principale d'astéroïdes découvert en 1998.

## Description
(21420) 1998 FL74 a été découvert le 21 mars 1998 à l'observatoire astronomique de Bergisch Gladbach en Allemagne par Wolf Bickel.

### Caractéristiques orbitales
L'orbite de cet astéroïde est caractérisée par un demi-grand axe de 2,28 UA, un périhélie de 1,86 UA, une excentricité de 0,19 et une inclinaison de 5,77° par rapport à l'écliptique. Du fait de ces caractéristiques, à savoir un demi-grand axe compris entre 2 et 3,2 UA et un périhélie supérieur à 1,666 UA, il est classé, selon la JPL Small-Body Database, comme objet de la ceinture principale d'astéroïdes.

### Caractéristiques physiques
(21420) 1998 FL74 a une magnitude absolue (H) de 15,5 et un albédo estimé à 0,232.